# 브루스윅 프로 볼링
《브루스윅 프로 볼링》(Brunswick Pro Bowling)은 포인트 오브 뷰사가 개발하고 크레이브 엔터테인먼트가 발매하는 비디오 게임으로 브루스윅 시리즈 중 하나이다. Wii, 플레이스테이션 2, 플레이스테이션 포터블용으로 2007년 8월 28일 발매되었으며 그 후 iOS 용으로도 개발되어 2009년 10월에 발매되었다. 최근 파사이트 스튜디오에서 플레이스테이션 무브와 키넥트를 채용해 플레이스테이션 3, 엑스박스 360용으로도 발매할 것이라 밝혔다.

## 인용
1. ↑  Bobby King (2010년 4월 26일). “PlayStation Move Developer Diary: Brunswick Pro Bowling”. PlayStation Blog. 2010년 5월 1일에 확인함.
2. ↑  “‘Brunswick Pro Bowling’ Getting Natal Support » MTV Multiplayer”. 2010년 12월 27일에 원본 문서에서 보존된 문서. 2010년 10월 2일에 확인함.
3. ↑  Dan Massi (2010년 3월 9일). “Some titles for Playstation Move”. PlayStation.com. 2010년 3월 11일에 확인함.